# Susanne Menzel-Riedl
Susanne Menzel-Riedl (Siegen, 8 giugno 1976) è una biologa tedesca, docente di didattica della biologia presso l'Università di Osnabrück di cui è presidente dal 2019, la più giovane donna a ricoprire tale incarico in un'università tedesca.

## Biografia
Susanne Menzel nacque l'8 giugno 1976 a Siegen, figlia di Karl-Heinz Menzel, ex amministratore delegato della Sonor di Bad Berleburg, e di Regina Menzel. Cresciuta a Wingeshausen, dopo le scuole elementari frequentò il ginnasio Stift Keppel di Hilchenbach, che ultimò nel 1995. Dal 1996 al 2002 studiò biologia, educazione e inglese presso le Università di Münster, Dakar (Senegal) e il College di William e Mary come docente di scuola superiore e studente di laurea magistrale. Nel 2003 fu come assistente di ricerca presso il Dipartimento di Educazione e il Centro di Ricerca Ambientale (ZUFO) dell'Università di Münster. Dal 2004 al 2007 fu assistente di ricerca presso il Dipartimento di Didattica della Biologia dell'Università Georg-August di Göttinga. Nel 2007 discusse qui la sua tesi multolingua intitolata Dissertation Learning Prerequisites for Biodiversity Education. Chilean and German Pupils’ Cognitive Frameworks an Their Commitment to Protect Biodiversity (Prerequisiti di apprendimento per l'educazione alla biodiversità. I quadri cognitivi degli alunni cileni e tedeschi e il loro impegno a proteggere la biodiversità), pubblicata anche in lingua tedesca.
Nello stesso anno Menzel conseguì il dottorato. La sua dissertazione fu pubblicata nel 2008.
Dopo il dottorato, è stata borsista post-laurea nel gruppo di ricerca “Rapporti di adattamento dell'apprendimento scolastico”, finanziato dalla DFG.
Nel 2008 iniziò ad insegnare all'Università di Osnabrück, dove tre anni fu nominata titolare della cattedra  di Didattica della Biologia, dopo aver rifiutato gli incarichi a Giessen e Colonia. Dal 2016 al 2019 Menzel ricoprì la carica di vicepresidente per la ricerca e lo sviluppo delle carriere presso l'Università di Osnabrück.
Poiché il predecessore alla carica di presidente, Wolfgang Lücke, non era disponibile per un ulteriore mandato, il comitato di ricerca propose l'ex vicepresidente come unica candidata per l'audizione pubblica dell'università e l'elezione da parte del senato accademico a seguito di un bando nazionale e dopo il completamento del processo di candidatura. Tutti i 19 membri del senato votarono a favore della quarantaduenne accademica, dopodiché il Ministero della Scienza della Bassa Sassonia la chiamò a succedere Wolfgang Lücke. Quando assunse l'incarico il 1° ottobre 2019, Menzel fu la più giovane donna ad essere presidente di un'università tedesca.

## Vita privata
È sposata, ha due figli e vive a Münster.

## Pubblicazioni
- Learning Prerequisites for Biodiversity Education. Chilean and German Pupils’ Cognitive Frameworks and Their Commitment to Protect Biodiversity / Lernvoraussetzungen zur Biodiversitätsbildung. Schülervorstellungen chilenischer und deutscher Schüler(innen) und deren Bereitschaft, Biodiversität zu schützen. Universität Göttingen, Dissertation, 2007. 31. Januar 2008, DNB 990160920,  URN nbn:de:gbv:7-webdoc-1689-9.
- Alexander Georg Büssing, Maike Schleper, Susanne Menzel: Emotions and pre-service teachers’ motivation to teach the context of returning wolves. In: Environmental Education Research. Vol. 25, 2019, Issue 8, 1174–1189, doi:10.1080/13504622.2018.1487034.